# ジョン・ハミルトン (初代ラグラン伯爵)
初代ラグラン伯爵および第3代セルカーク伯爵ジョン・ハミルトン（英語: John Hamilton, 1st Earl of Ruglen, 3rd Earl of Selkirk、1665年1月26日洗礼 - 1744年12月3日）は、スコットランド貴族。

## 生涯
ハミルトン公爵ウィリアム・ダグラス＝ハミルトンと第3代ハミルトン女公爵アン・ハミルトンの四男として生まれ、1665年1月26日にハミルトンで洗礼を受けた。
1697年4月14日、ラグラン伯爵、リッカートン子爵、ヒルハウス卿（いずれもスコットランド貴族）に叙され、1698年7月19日にスコットランド議会議員に就任した。スコットランド造幣局局長も務めたが、政府の施策に反対したため解任された。
1739年3月13日に兄チャールズが死去すると、セルカーク伯爵の爵位を継承した。
1744年12月3日にエディンバラで死去、クラモンドで埋葬された。セルカーク伯爵の爵位は弟バジルの孫ダンバーが、ラグラン伯爵の爵位は娘アンが継承した。

## 家族
1694年6月21日、アン・カセルス（Anne Cassilis、第7代カセルス伯爵ジョン・ケネディの娘）と結婚、1男2女をもうけた。
- ウィリアム（1696年 – 1742年2月20日） - リッカートン子爵の儀礼称号を使用
- アン（1698年 – 1748年） - 第2代ラグラン女伯爵
- スーザン（1699年11月1日 – 1763年2月8日） - 1738年10月6日以降、第8代カセルス伯爵ジョン・ケネディと結婚

1701年3月22日、エディンバラでエリザベス・ハッチンソン（Elizabeth Hutchinson、1672年頃 – 1734年3月10日、チャールズ・ハッチンソンの娘）と再婚したが、2人の間に子供はいなかった。